# Antonín Votava
Antonín Votava (1943 – 22. října 2009 Praha), nazývaný Čert, byl český malíř působící v Praze na Karlové mostě.

## Život
Antonín Votava patřil mezi první umělce, kteří zde vysedávali již od konce 60. let a za tu dobu se stal nepřehlédnutelnou figurou, o které se píše i v mnoha turistických průvodcích. Po celou dobu svého působení sedával na stejném místě; pod poslední lampou u Mostecké věže. Vždy na hlavě nosil nasazené růžky a kdykoli ho někdo požádal o portrét, namaloval jej jako čerta. Stejně tak na všech autoportrétech si Votava přimalovával rohy. Proto se vysloužil přezdívku Čert. Jedni ho považovali za blázna, jiní za génia. Traduje se historka, kdy ho turista požádal o portrét s poloviční slevou. Když jej domaloval a turistovi jej podával, roztrhl obraz vejpůl.
Na Karlové mostě sedával od roku 1968 skoro den co den. Dlouho trpěl roztroušenou sklerózou a artrózou. Několik týdnů před smrtí nechodil na most už vůbec. Říkalo se, že až nebude moci přijít, umře. 22. října 2009 umírá na záhadnou nemoc, údajně v sanitce v manželčině náručí.
V roce 2008 byly jeho díla zařazena na mezinárodní přehlídce současného umění, pořádané Národní galerií.
Black metalová skupina Master's Hammer Čertovi vzdala hold písní Votava v rámci alba Formulae, které bylo oceněno cenou Anděl 2016.